# المخرم
المخرم (به عربی: المخرم) یک منطقهٔ مسکونی در سوریه است که در حمص واقع شده‌است.

## خصوصیات
المخرم ۶٬۲۰۲ نفر جمعیت دارد و ۶۰۰ متر بالاتر از سطح دریا واقع شده‌است.